# Jadsa
Jadsa Castro, conhecida apenas como Jadsa (Salvador, 25 de março de 1995), é uma cantora, compositora, produtora musical e guitarrista brasileira.
Em 2015 lançou seu primeiro trabalho de estúdio, "Godê", seguido por outro EP, "TAXIDERMIA vol.1", em 2020. Através dos dois EPs foi considerada, pelo Instituto de Radiodifusão Educativa da Bahia, como um nome popular da cena independente de Salvador.
Em 2021, a artista explodiu nacionalmente com seu disco de estreia, "Olho de Vidro", patrocinado pela Natura e listado pela Associação Paulista de Críticos de Arte como um dos melhores discos do ano. Ela também foi indicada ao prêmio de Artista Revelação, promovido pela mesma instituição.
"Olho de Vidro" conta com colaborações de Luiza Lian, Kiko Dinucci, Ana Frango Elétrico e BaianaSystem. Sucesso crítico e comercial, o disco foi repercutido por veículos nacionais, como NOIZE, G1, Elle e outros.
Foi indicada nas duas categorias principais do Prêmio Multishow de Música Brasileira 2021. É considerada uma das artistas mais celebradas da nova geração de músicos baianos, assim como expoente da cena contemporânea da MPB. Para a CNN Brasil, é uma das cantoras que mudou a cara da música brasileira em 2021.
Foi eleita pelo Correio24horas como a cantora baiana do ano de 2021.

## Discografia
| Álbum             | Lançamento | Formato       | Gravadora         |
| ----------------- | ---------- | ------------- | ----------------- |
| Godê              | 2015       | CD, streaming | Independente      |
| TAXIDERMIA vol. 1 | 2020       | Streaming     | Independente      |
| Olho de Vidro     | 2021       | Streaming     | Balaclava Records |
| big buraco        | 2025       | Streaming     | RISCO             |

## Prêmios e indicações
| Ano  | Prêmio                                     | Categoria                 | Indicação       | Resultado |
| ---- | ------------------------------------------ | ------------------------- | --------------- | --------- |
| 2021 | Associação Paulista de Críticos de Arte    | Artista Revelação de 2021 | Jadsa           | Indicada  |
| 2021 | Prêmio Multishow de Música Brasileira 2021 | Revelação do Ano          | Jadsa           | Indicada  |
| 2021 | Prêmio Multishow de Música Brasileira 2021 | Álbum do Ano              | "Olho de Vidro" | Indicada  |